# Gozo (barca)

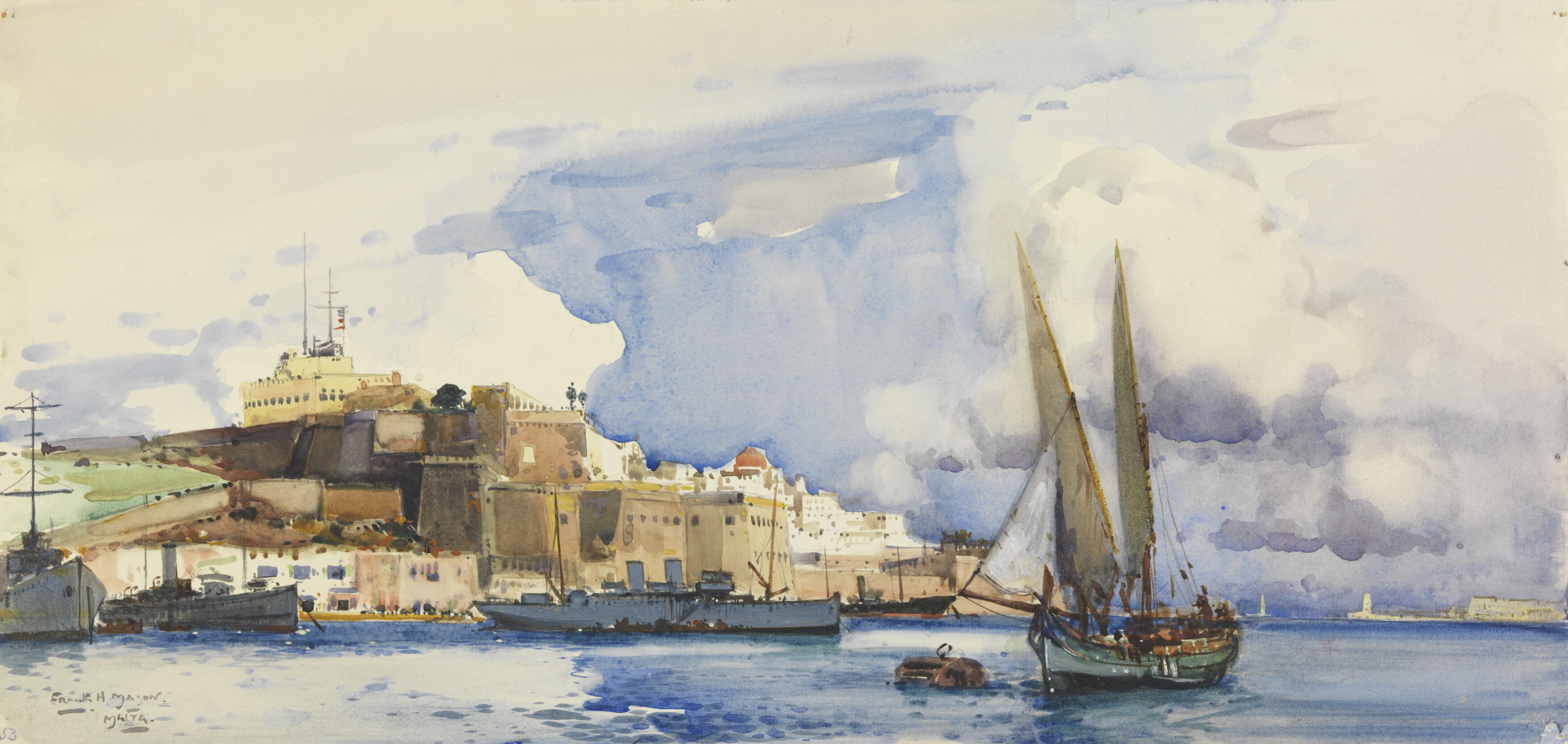
Pintura d'una barca Gozo en el Gran port durant la Primera Guerra Mundial

Una barca tipus Gozo (maltès: Dgħajsa ta 'Għawdex, Dgħajsa tal-latini, Dgħajsa tat-tagħbija, Dgħajsa tal-pass o Dgħajsa tal-mogħdija) era un tipus de barca de rem originària de Malta. Les embarcacions Gozo van ser el principal mitjà de transport a través del canal de Gozo entre l'illa de Gozo i l'illa principal de Malta des d'almenys l'any 1241 fins a la dècada de 1960.

## Història

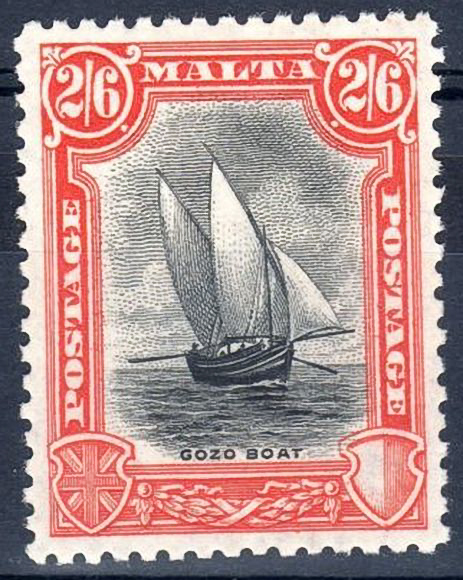
Barca Gozo en un segell maltès de 1926

Les barques Gozo van evolucionar a partir de la speronara (maltès: xprunara), que es podia trobar a tots els racons del Mar mediterrani. Els registres més antics d'un enllaç de transport entre Gozo i Malta daten de 1241, quan la barca era coneguda com a dgħajsa tal-mogħdija o dgħajsa tal-pass. Al segle xvi, les barques de Gozo van prendre la forma de bergantí. En la dècada de 1880, moltes barques Gozo van canviar el seu aparell a vela mística. Cap el 1919, es van començar a instal·lar-se motors en algunes barques Gozo, tot i que moltes, més conservadores van ser reacies al canvi i van conservar les seves veles.
La majoria de les barques Gozo van ser construïdes a Kalkara i en el Gran Port. La família Caruana, que van ser els últims constructors de barques Gozo, es van traslladar a Mġarr a la mateixa illa el 1940. Després del 1959, es van construir algunes barques Gozo a Gela, Sicilia. La última que es va construir va ser la Santa Rita (G48) el 1963.
Les barques Gozo, generalment, realitzaven viatges des del Gran Port de Malta fins al port de Mġarr a Gozo, encara que també es feien viatges des del Grand Port a Mellieħa o a Marfa, o des de Mġarr a Marfa o San Pawl il-Baħar. Les barques transportaven passatgers i càrrega entre les dues illes. Els viatges de Gozo a Malta generalment anaven carregades amb productes agrícoles com: fruites, verdures, ous i aviram, mentre que en els viatges de retorn de Malta a Gozo carregaven productes manufacturats com: ciment, refrescos i cervesa.
Les barques Gozo estaven generalment pintades amb ratlles verdes, blaves, vermelles i grogues, similar al tradicional luzzu. Una barca pintada de color negre s'usava per transportar morts entre les illes.

### Accidents
Hi va haver una sèrie d'accidents que van involucrar barques Gozo. Algunes van ser tocats per trets de rifle mentre passaven Rifles de Pembroke, encara que les autoritats van advertir als amos dels vaixells amb antelació. En 1900, una barca Gozo que s'estava utilitzant per a pescar amb lampuki es, va bolcar i va matar un pescador. Un altre vaixell, el 1911, va perdre les seves pals, però va aconseguir entrar a la badia de Sant Jordi. El 1926, una barca Gozo va ser trobada a la deriva sense tripulació enmig d'un mar agitat. En alguns casos rars, van estar involucrades en col·lisions amb remolcadors o barcasses. En la Segona Guerra Mundial, la barca Stella Maris va ser destruïda per l'acció de l'enemic.

### Declivi
En les dècades de 1960 i 1970, els serveis regulars de vapor van començar a competir amb les embarcacions gozo, que ja no eren adequades per a la canviant situació socioeconòmica. Els vaixells restants es van convertir en vaixells de pesca o van ser abandonats al port de Mġarr. Des de 1979, el servei de ferri de Gozo ha estat operat per la Gozo Channel Company Limited, que ara utilitza moderns transbordadors a càrrega horitzontal (ro-ro).

## Exemples supervivents

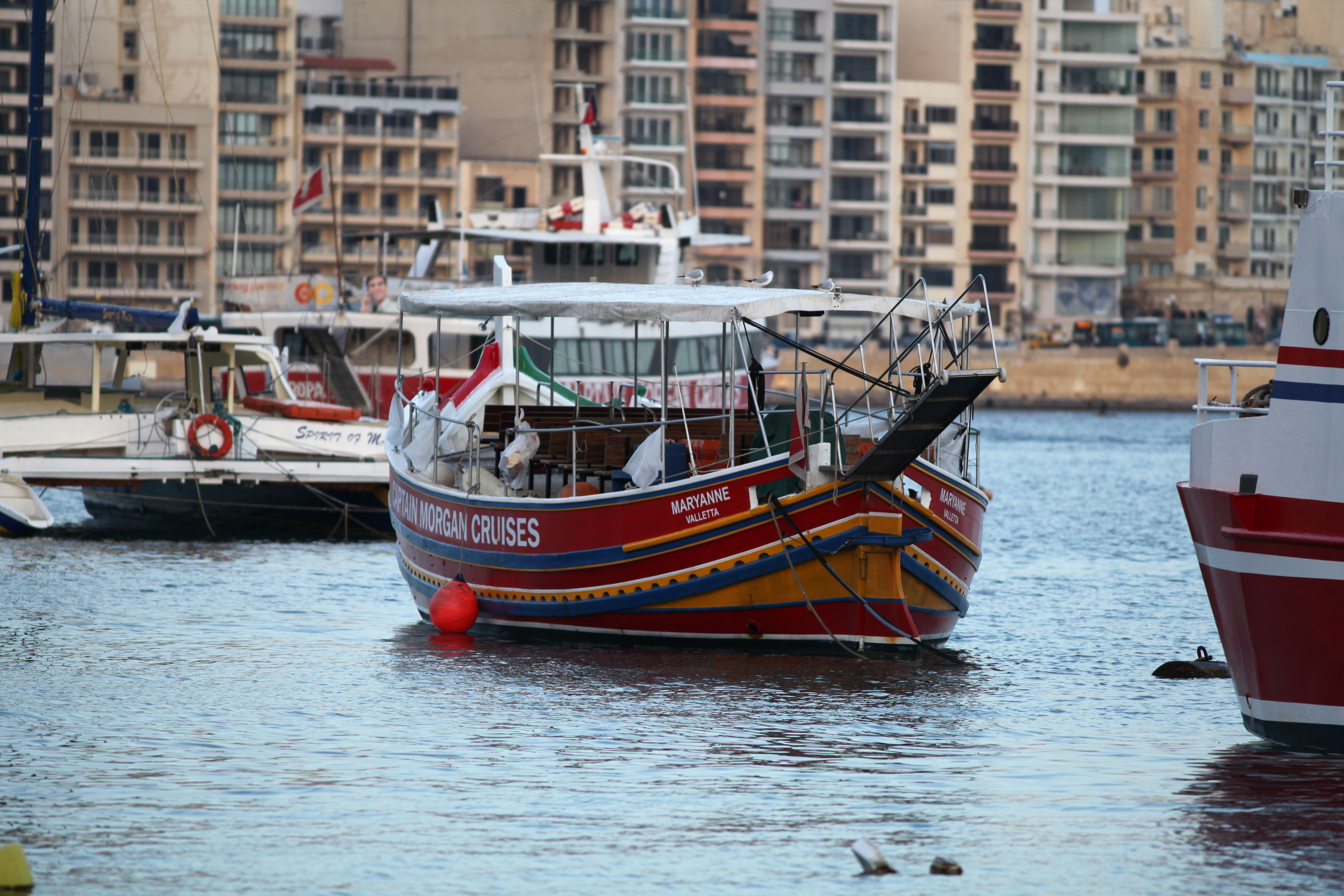
Maryanne

A començament dels anys 80 sobrevivien molt poques barques Gozo. Una d'elles era la Sacra Famiglia (G32), construïda a Kalkara el 1933. S'havia tornat innavegable en la dècada de 1970, i va ser varada a Mġarr. El buc en mal estat finalment va ser comprat per un particular que volia vendre'l al Ministeri de Gozo. Després va ser comprat per la Gozo Channel Company Limited, que la va lliurar a Wirt Għawdex i va patrocinar la seva restauració. Després que el vaixell fos restaurat pels germans Caruana, (els fills del seu constructor original), el 2014 es va col·locar en exhibició permanent al passeig Żewwieqa.
Una altra barca Gozo supervivent és la Maryanne, que va ser construïda a Gela el 1960. La barca va romandre a Gozo fins al febrer de 1983, quan va ser comprada per l'empresa Captain Morgan Cruises. Actualment la barca encara pertany a Captain Morgan Cruises, i s'usa per a creuers al voltant de Marsamxett i el Gran Port. La Maryanne està en bones condicions, però ja no té els pals distintius i a més a més se li ha afegit una coberta. Apart d'aquesta, podrien existir dos o tres vaixells Gozo que es van convertir en el seu dia en vaixells de pesca.

## Llegat
La barca Gozo s'ha convertit en un símbol de l'illa de Gozo. A la bandera i l'escut del llogaret de Qala hi apareix com un vaixell que navega en aigües turbulentes. Les barques Gozo també es troben en els logos de diverses organitzacions de Gozitan, com la Gozo Philatelic Society i l'Imperial Gozo Yacht Club.
La cançó clàssica dels anys setanta Id-Dgħajsa tal-Latini, de la banda maltesa New Cuorey, tracta sobre una barca Gozo.